# مئزر

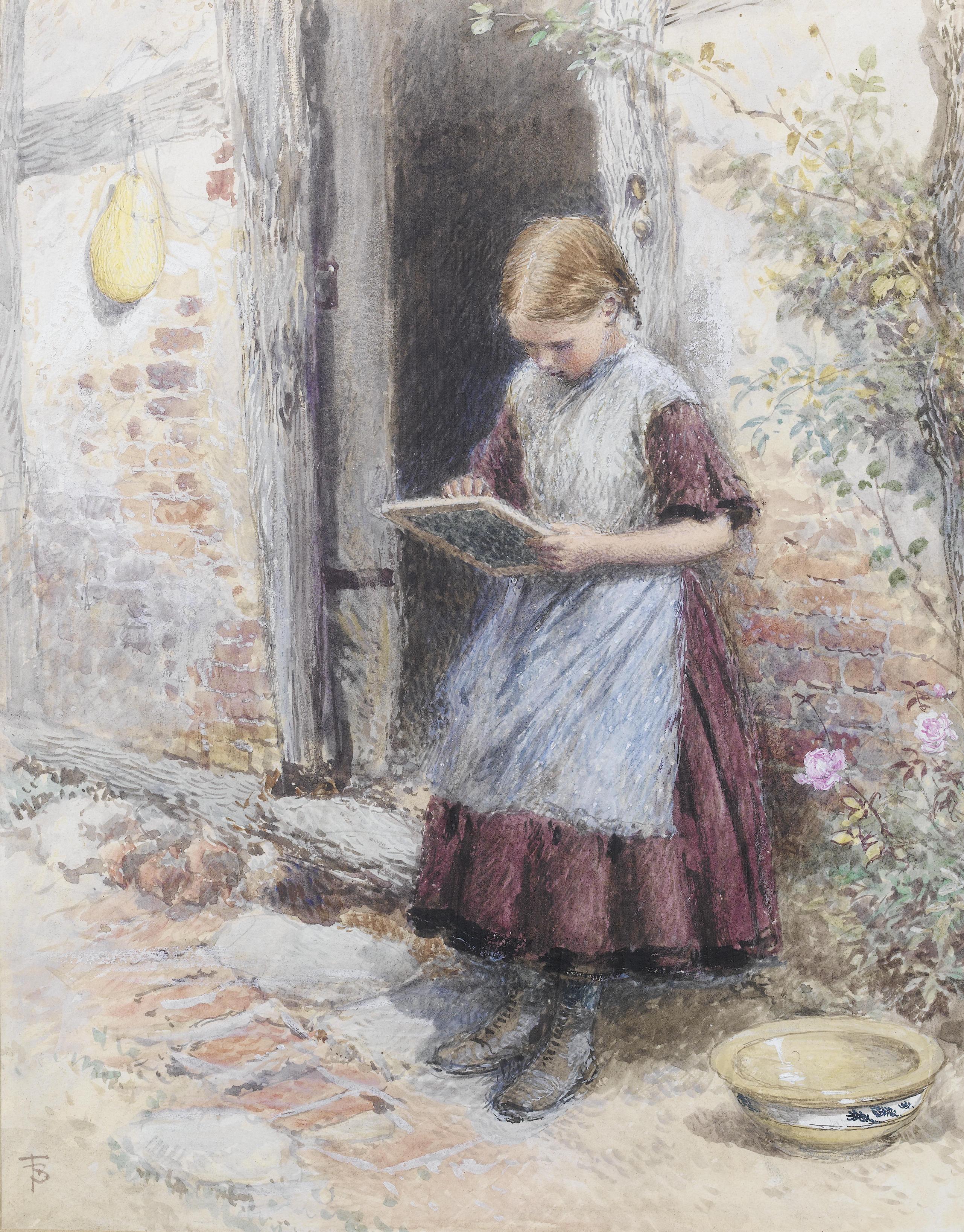

المئزر أو المريول أو المَرْيَلة أو الوَزْرة أو الميدعة رداء لحماية الملابس ويغطي في المقام الأول الجزء الأمامي من الجسم. ويمكن ارتداؤه لأسباب صحية، أو من أجل حماية الملابس من البلى. ويعتمد كلباس عمل موحد للفئات عدة من الأعمال مثل النادلات، الممرضات، وخادمات المنازل. كما يرتديه العديد من ربات المنازل خلال عملهم بالمنزل وخاصة عند الطبخ. يفرض ارتداء المئزر في العديد من المؤسسات التجارية لحماية ملابس العمال من الأضرار.
بالإضافة إلى القماش، تصنع مآزر من مجموعات متنوعة من المواد. ويشيع استخدام المآزر المطاطية عند الأشخاص الذين يعملون مع المواد الكيميائية الخطيرة، ويرتدى المآزر المصنوعة من الرصاص من قبل أشخاص بعملون بالقرب من إشعاعات صناعية مثل الأشعة السينية. وتصمم بعض المآزر بجيوب كثيرة لحمل الأدوات، مثل مئزر النجارين. وتصنع المآزر المنزلية المقاومة للماء من البلاستيك أو المشمع هي مناسبة لأغراض الطهي وغسل الأطباق.

## الأنواع
وهناك العديد من لأشكال المختلفة للمآزر وبحسب جهة استخدامه. والفرق الأساسي هو بين مآزر الخصر التي تغطي الجسم من منطقة الخصر ونزولا، ومئزر المريلة الذي يغطي الجزء العلوي من الجسم أيضا.
يثبت المئزر في مكانه بواسطة شرائط من القماش التي تربط في الظهر. وللمئزر الخصري طريقتين للربط. أولاهما من خلف الرقبة وهو الشائع، والثاني ربطات تمر عبر الأكتاف بشكل متقاطع عند الظهر وتربط عند الخصر كحزام ميزة للتصميم الأول هو سهولة ارتدائه، إلا أن رباط العنق يعوق سهولة الحركة.
وهناك أنواع أخرى من المآزر تشمل مئزر الميدعة ومئزر الإسكافي. وهناك أيضا مآزر من تغطي الأكمام.
وبعض تصاميم المآزر المعاصرة تعبر عن نوع من الدعابة أو تحتوي على تصاميم أو شعارات الشركات.

## المئزر في المنزل

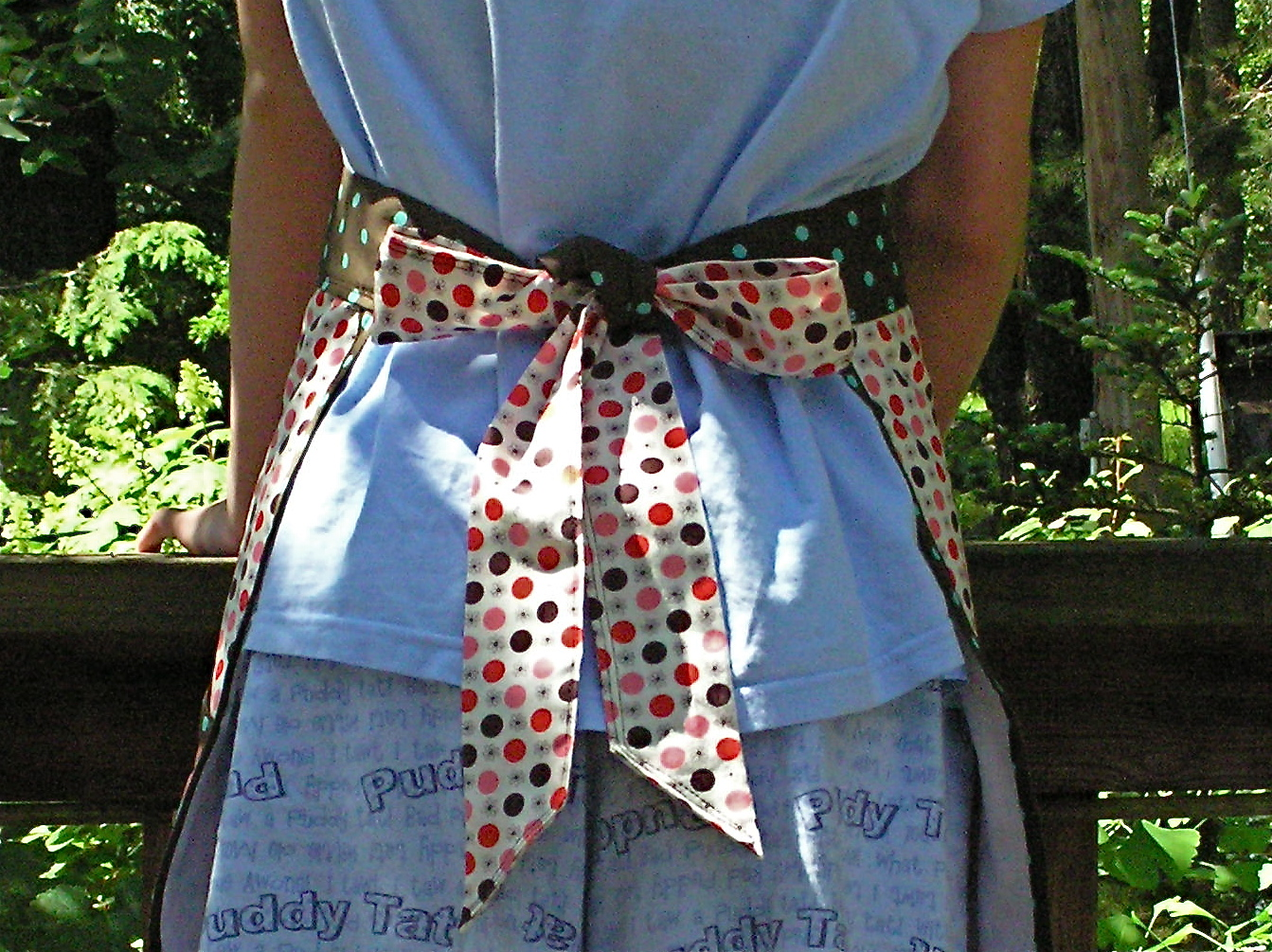
مئزر منزلي كامل مع رباطات خلفية.

تقليديا اعتبر المئزر من الملابس الأساسية عند القيام بالأعمال المنزلية. وفي ستينات القرن العشرين، فقد الاهتمام بالمئزر المنزلي بعد انتشار الغسالات ورخص الملابس. ومع ذلك، فإن ممارسة ارتداء المئزر لا يزال شائعا في كثير من الأماكن.
اما اليوم، فعاد الاهتمام به من قبل الرجال والنساء إذ يرتدونه عند أداء الأعمال المنزلية. على سبيل المثال، ادعت مقالة في وول ستريت جورنال في عام 2005 أن المئزر في الولايات المتحدة هو «نهضة للأزياء الأنيقة رجعية التبعية». ومع ذلك، فإنه لا يزال أقل انتشارا مثلما كان قبل 1960.
ويعتبر المئزر في وقتنا الحاضر مناسبا للنساء والرجال من قبل معظم الناس. إلا أن المعايير الاجتماعية السائدة التي تكفل للمرأة ارتداء ملابس أكثر حساسية، وبالتالي، من المرجح أن ترتدي المئزر أكثر من الرجل من اجل حماية ملابسها.

## انظر أيضًا

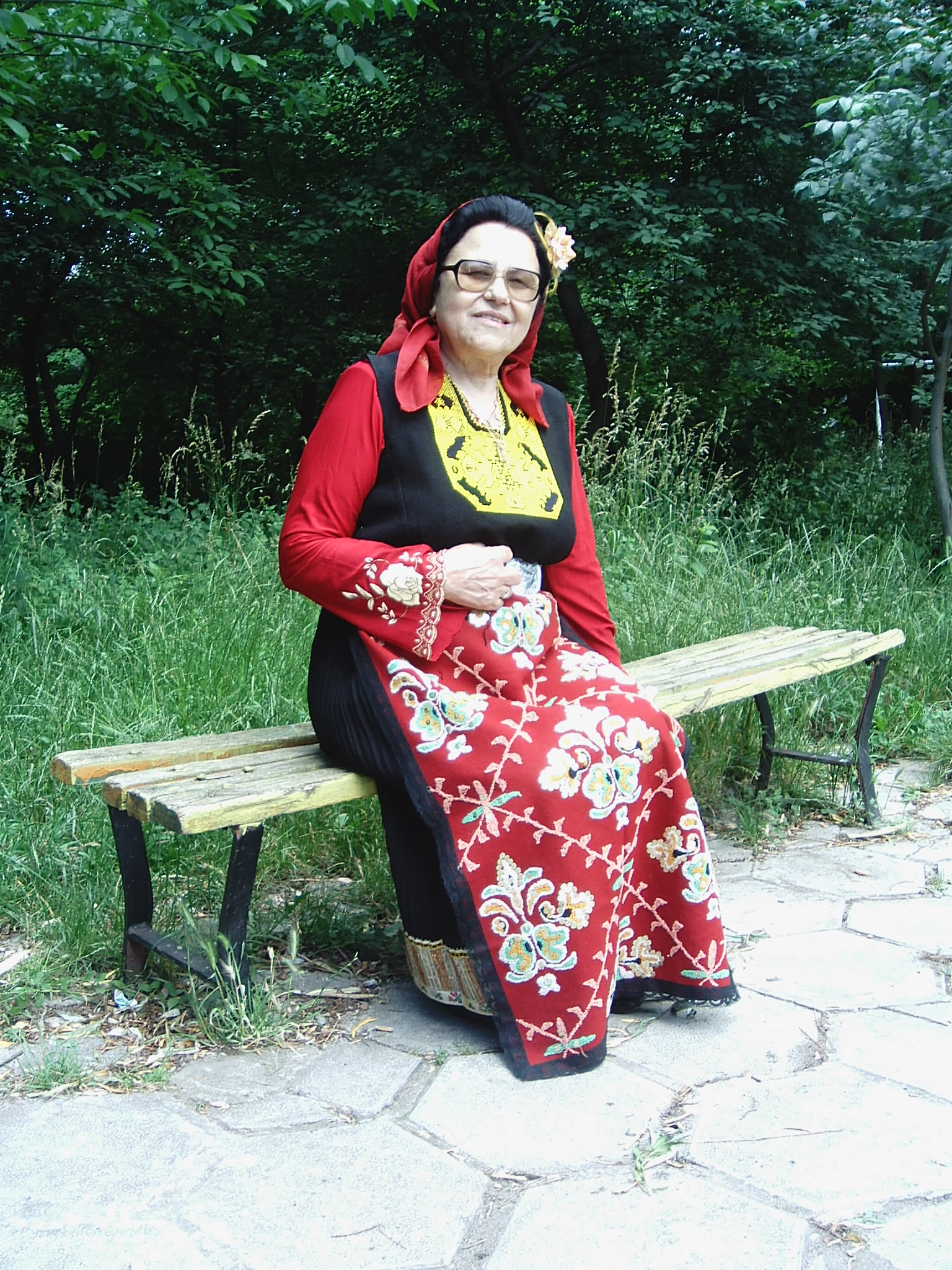
مئزر سلوفاكي
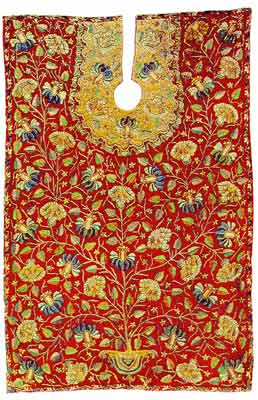
مئزر حلاق عثماني
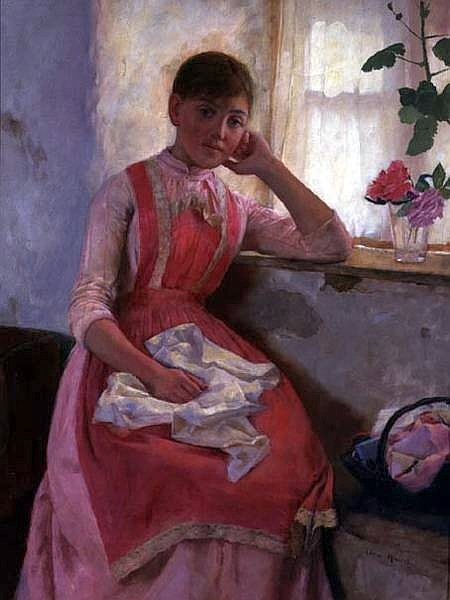
مئزر من سنة 1922
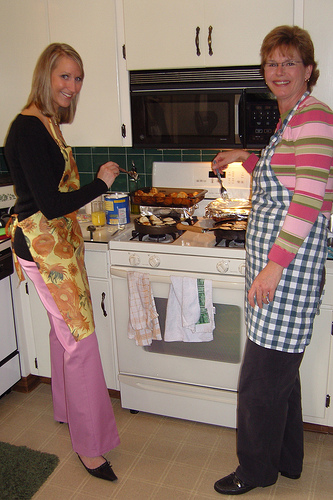
مئزر مطبخ مع ربطة عنق
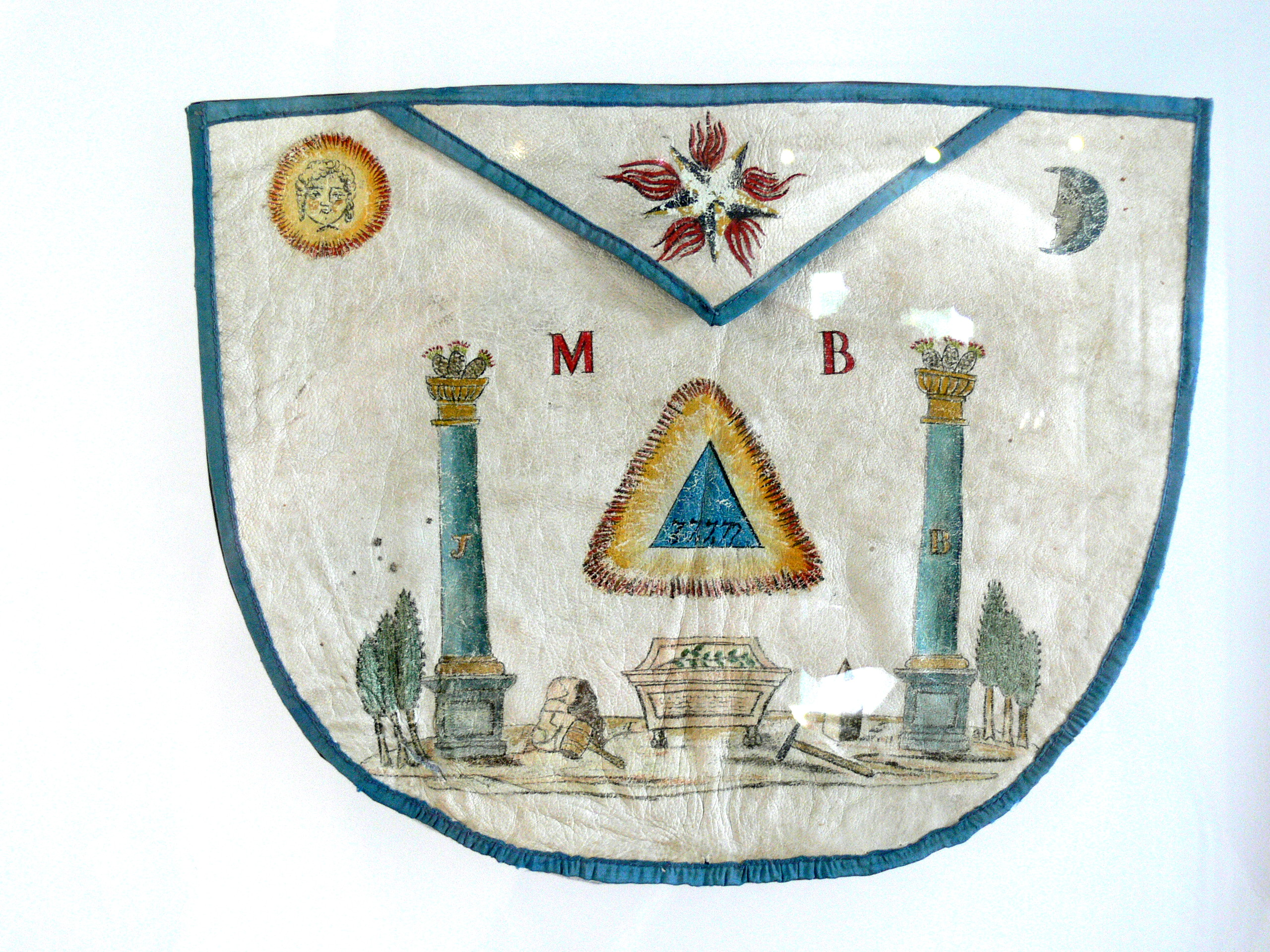
مئزر الماسونيون الأحرار